# Ресурси нафти i горючих газів
Ресурси нафти i горючих газів  (франц. ressources, від лат. – підіймаюсь, знову виникаю, нафта і газ) - сума накопиченого видобутку детально розвіданих (категорії А,В,C1) i попередньо оцінених (категорія C2) запасів та перспективних (категорія C3) i прогнозних (категорії D1,D2) ресурсів.